# Van de Nord tot aan de Midi
Van de Nord tot aan de Midi is een lied op muziek van Jan Preskher en met een tekst van Jan de Baets.
Het lied is omstreeks 1900 geschreven, in de tijd van het belle époque. Het bezingt de atmosfeer in de toenmalige stad Brussel, die het domein werd van de chique -Franstalige- burgerij, waar je als gewone werkman niet veel meer te zoeken had. Het lied heeft een ietwat weemoedige klank. Het komt voor in de bundel: Chansonnetten en Monologen van Jan de Baets, Brusselsche Volkszanger en wordt tot het genre café chantant gerekend.
De tekst gaat als volgt:
1. In Brussel zijn grote boul'vards
met hoge huizen en met brêe trottoirs,
met chic hôtels met veel comfort,
van de Midi tot aan de Nord!
't Is allemaal Société français',
ofwel de Compagnie anglais'.
Z'heten ons Brussel 'Petit Paris'!
Van de Nord naar de Midi!
2. Ge ziet er vrouwen met heulen schat,
dat sleept heulen allemaal deur de stad,
met een gezicht gelijk ne croqu'mort,
van de Midi tot aan de Nord!
En aan d'hôtels, op het terras
de parvenu, ja dat maakt ambras,
die zuipt er wijn en die fret roti,
van de Nord naar de Midi!
3. Met redingot' en met ne hogen hoed,
(wat doet die klerage die mensen goed),
wordt ge gediend gelijk als ne Milord,
van de Midi tot aan de Nord!
Maar draagt ge een muts of draagt ge ne kiel,
ge zijt ne werkman, ge doet uw stiel,
niemand betrouwt er aan u nemi,
van de Nord naar de Midi!
4. En al dat volk spiekt op den trottoir,
dat smijt zijn chik en ook zijn cout' cigaar,
en ge marcheert precies op ne ressort,
van de Midi tot aan de Nord!
Dat is gerij... dat is gewoel...
Voituren, trams en g'heel den boel
dat passeert en ge ziet ze toch nemi,
van de Nord naar de Midi!
5. En 's avonds, 'lijk al het slechte kruid,
dan komen weer die nachtzwalmen uit,
met een grote pluim op de castor:
van de Midi tot aan de Nord!
ge ziet er grote en ge ziet er klein',
ge ziet er zelfs die niet jong nemi zijn,
dat komt toch allemaal uit de garni,
van de Nord naar de Midi!
6. Dat maakt veel wind en ook veel beslag,
dat heeft geslapen, ja heel den dag,
en 's avonds zoekt het nen trésor,
van de Midi tot aan de Nord!
Dat komt, dat gaat en dat blijft niet staan,
dat weet niet eens waar dat naartoe moet gaan,
dat zegt er allemaal: 'Bonsoir, chéri!'
Van de Nord naar de Midi!
7. Maar 't volk vermindert al in de straat,
de cafés sluiten en het wordt laat,
de gaz gaat uit achter de stor,
van de Midi tot aan de Nord!
Ge ziet 'nen hond die daar rodeert...
En daar de patrouille die passeert...
en Brussel slaapt... g'hoort niks nemi,
van de Nord naar de Midi!